# Dallas Open 2022
Dallas Open 2022 byl tenisový turnaj pořádaný jako součást mužského okruhu ATP Tour, který se hrál na krytých dvorcích s tvrdým povrchem v Tenisovém komplexu Styslinger/Altec ležícím v areálu Jižanské metodistické univerzity. Probíhal mezi 7. až 13. únorem 2022 v Dallasu jako úvodní ročník turnaje. Držitelé pořadatelských práv přemístili událost do Texasu z New Yorku. Do Dallasu se tak mužský okruh vrátil poprvé od roku 1983, kdy ještě existoval okruh Grand Prix. Partnerem se stala nezisková Isner Family Foundation, založená Johnem Isnerem.
Turnaj s rozpočtem 792 980 dolarů patřil do kategorie ATP Tour 250. Nejvýše nasazeným ve dvouhře byl dvacátý hráč světa Taylor Fritz ze Spojených států, který vypadl ve čtvrtfinále. Posledním přímým účastníkem v hlavní singlové soutěži se stal 109. hráč žebříčku Američan Denis Kudla.
Druhý set semifinále ukončil tiebreak, který vyhrál Opelka nad Isnerem v poměru 24–22. Jednalo se o nejdelší zkrácenou od založení okruhu ATP Tour v roce 1990. Třetí singlový titul na okruhu ATP Tour vybojoval Američan Reilly Opelka. První společnou trofej ve čtyřhře získal salvadorsko-nizozemský pár Marcelo Arévalo a Jean-Julien Rojer.

## Rozdělení bodů a finančních odměn

### Rozdělení bodů
| Soutěž  | vítězové | finalisté | semifinalisté | čtvrtfinalisté | 16 v kole | 32 v kole | Q  | Q2 | Q1 |
| ------- | -------- | --------- | ------------- | -------------- | --------- | --------- | -- | -- | -- |
| dvouhra | 250      | 150       | 90            | 45             | 20        | 0         | 12 | 6  | 0  |
| čtyřhra | 250      | 150       | 90            | 45             | 0         | —         | —  | —  | —  |

### Finanční odměny
| Soutěž                              | vítězové  | finalisté | semifinalisté | čtvrtfinalisté | 16 v kole | 32 v kole | Q2      | Q1      |
| ----------------------------------- | --------- | --------- | ------------- | -------------- | --------- | --------- | ------- | ------- |
| dvouhra                             | 107 770 $ | 62 865 $  | 36 960 $      | 21 415 $       | 12 435 $  | 7 600 $   | 3 800 $ | 2 070 $ |
| čtyřhra                             | 37 440 $  | 20 040 $  | 11 740 $      | 6 560 $        | 3 870 $   | —         | —       | —       |
| částka ve čtyřhře je uvedena na pár |           |           |               |                |           |           |         |         |

## Mužská dvouhra

### Nasazení
| Stát                          | Hráč              | ATP | Nasazení |
| ----------------------------- | ----------------- | --- | -------- |
| USA                           | Taylor Fritz      | 20. | 1.       |
| USA                           | Reilly Opelka     | 24. | 2.       |
| USA                           | John Isner        | 28. | 3.       |
| USA                           | Jenson Brooksby   | 57. | 4.       |
| Francie                       | Adrian Mannarino  | 58. | 5.       |
| USA                           | Maxime Cressy     | 59. | 6.       |
| USA                           | Marcos Giron      | 70. | 7.       |
| USA                           | Brandon Nakashima | 71. | 8.       |
| Žebříček ATP k 31. lednu 2022 |                   |     |          |

### Jiné formy účasti
Následující hráči obdrželi divokou kartu do hlavní soutěže:
- Caleb Chakravarthi
- Mitchell Krueger
- Jack Sock

Následující hráči postoupili z kvalifikace:
- Liam Broady
- Vasek Pospisil
- Jurij Rodionov
- Cedrik-Marcel Stebe

### Odhlášení
před zahájením turnaj
- Grigor Dimitrov → nahradil jej  Feliciano López
- James Duckworth → nahradil jej  Jošihito Nišioka
- Kei Nišikori → nahradil jej  Oscar Otte
- Tommy Paul → nahradil jej  Kevin Anderson

## Mužská čtyřhra

### Nasazení
| Stát                          | Hráč                | Stát       | Hráč               | ATP  | Nasazení |
| ----------------------------- | ------------------- | ---------- | ------------------ | ---- | -------- |
| Salvador                      | Marcelo Arévalo     | Nizozemsko | Jean-Julien Rojer  | 66.  | 1.       |
| USA                           | Austin Krajicek     | Monako     | Hugo Nys           | 96.  | 2.       |
| Kazachstán                    | Oleksandr Nedověsov | Pákistán   | Ajsám Kúreší       | 109. | 3.       |
| Austrálie                     | Luke Saville        | Austrálie  | John-Patrick Smith | 122. | 4.       |
| Žebříček ATP k 17. lednu 2022 |                     |            |                    |      |          |

### Jiné formy účasti
Následující páry obdržely divokou kartu do hlavní soutěže:
- John Isner /  Jack Sock
- Adam Neff /  Ivan Thamma

### Odhlášení
před zahájením turnaje
- Grigor Dimitrov /  John Isner → nahradili je  Hans Hach Verdugo /  Miguel Ángel Reyes-Varela
- Nicholas Monroe /  Tommy Paul → nahradili je  Denis Kudla /  Brayden Schnur
- Szymon Walków /  Jan Zieliński → nahradili je  Evan King /  Alex Lawson

## Přehled finále

### Mužská dvouhra
- Reilly Opelka vs.  Jenson Brooksby, 7–6(7–5), 7–6(7–3)

### Mužská čtyřhra
- Marcelo Arévalo /  Jean-Julien Rojer vs.  Lloyd Glasspool /  Harri Heliövaara, 7–6(7–4), 6–4